# Região Geográfica Imediata de São Gabriel da Cachoeira

Localização da Região Imediata de São Gabriel da Cachoeira no Amazonas.

A Região Geográfica Imediata de São Gabriel da Cachoeira é uma das 11 regiões imediatas do estado brasileiro do Amazonas, uma das 4 regiões imediatas que compõem a Região Geográfica Intermediária de Manaus e uma das 509 regiões imediatas no Brasil, criadas pelo IBGE em 2017. É composta de 3 municípios.